# Naachtún
Naachtún, que en maya significa ' piedras remotas o distantes ', es un sitio arqueológico precolombino maya. Su nombre original al parecer fue Masuul, situado en la porción noreste de la región de El Mirador, en las tierras bajas mayas de El Petén en Guatemala. Un conjunto periférico de Naachtún identificado como Naachtún Noroeste se ubica en Campeche, México a aproximadamente 1.5 km del núcleo principal.Naachtún fue una ciudad importante en la región de El Mirador, durante la parte formativa del período preclásico y hasta entrado el período clásico terminal. Esta ciudad se encuentra ubicada entre dos grandes ciudades mayas, Tikal y Calakmul. La ciudad cuenta con enormes templos, palacios y plazas que revelan la destreza arquitectónica de los mayas y su habilidad para organizar grandes proyectos de construcción. A diferencia de otras ciudades mayas que experimentaron un colapso abrupto, Naachtún parece haber sido abandonada gradualmente durante el período clásico terminal. 
El yacimiento está ubicado en una de las áreas más remotas dentro del Petén guatemalteco. Fue redescubierto y documentado en 1922 por el arqueólogo y mayista Sylvanus Morley. El nombre de Naachtún le fue dado al sitio por el propio Morley, usando el significado en idioma maya de la expresión piedras remotas o piedras distantes.

## Historia
Durante el inicio del periodo Clásico Temprano, Naachtún inició una alianza militar y diplomática con la ciudad de Teotihuacán, cuyo objetivo principal era penetrar y conquistar los principales asentamientos de la Cuenca del Petén. Naachtún tuvo un papel importante en la conquista de Tikal por parte de Teotihuacan en el año 378 d. C. como uno de sus principales aliados, durante este periodo el gobernante de Naachtún aparece representado en las estelas del sitio bajo el título de "jefe guerrero" de Siyaj K'ak', el jefe militar de Teotihuacan que lideró la campaña de conquista en la región maya. Con Tikal ahora bajo el dominio de Teotihuacán y con una nueva dinastía en la ciudad instaurada por el rey teotihuacano Átlatl Cauc (Jatz'o'm Kuy), la ciudad de Naachtún comenzó un gran desarrollo político y económico, y bajo el financiamiento de Teotihuacán se estableció una dinastía poderosa conocida como Murciélago.
De acuerdo a la estela 24 de Naachtún, Teotihuacán conquistó Tikal el 16 de enero del año 378 d. C., este período terminó hacia el año 550 d. C., cuando el colapso de Teotihuacán debilitó su control sobre los territorios mayas. A partir de entonces, Tikal inició una nueva etapa de autonomía y fortalecimiento político. Este resurgimiento culminó en el año 695 d. C., cuando bajo el liderazgo de Jasaw Chan K’awiil I, Tikal logró derrotar a su rival Calakmul, consolidándose como una potencia regional en el período Clásico. 
El nombre original del yacimiento fue al parecer Masuul, ciudad maya que fue fundada hacia mediados del periodo clásico. El sitio ha sido investigado por arqueólogos de la Universidad de Calgary quienes han encontrado evidencias de que la ciudad servía de enlace entre Tikal y Calakmul, antes de que estallase la guerra entre los dos grandes centros de poder maya hacia finales del clásico. Es posible de acuerdo a la hipótesis desarrollada que Massul sirviera de lugar neutral entre las dos potencias. Existe una Estela tallada que representa a la dama de Tikal que fue enconcontrada en Naachtún. El yacimiento es de gran tamaño conteniendo varias estructuras ceremoniales, pirámides y una acrópolis, comunicadas por varios sacbeob, así como dos conjuntos de juego de pelota.
El epigrafista y arqueólogo alemán Nikolai Grube ha también examinado las escrituras inscritas en las estelas del lugar y junto con su colega, el británico Simon Martin, avanzó la hipótesis de que la hegemonía maya fue disputada en el periodo clásico entre las dos potencias de Tikal y Calakmul.

## Ubicación
El sitio arqueológico de Naachtún se encuentra en el departamento de Petén, al norte de Guatemala, dentro de la Reserva de la Biosfera Maya, cerca de la frontera con México. Está situado aproximadamente a 42 kilómetros al norte de Tikal.El conjunto de Naachtún Noroeste se encuentra bajo protección en la Reserva de la Biosfera de Calakmul.

### Naachtún Noroeste
Naachtún Noroeste es la denominación de un conjunto arquitectónico que se ha identificado como una sección periférica parte de Naachtún, está ubicado al norte del núcleo principal en territorio correspondiente al estado de Campeche, México. Fue registrado en 2008 por el arqueólogo Ivan Šprajc durante una exploración arqueológica al sur de Campeche. Contiene patios con un grupo de edificios y montículos de piedra. En este conjunto se han encontrado restos de decoraciones geométricas y pequeños monumentos con inscripciones jeroglíficas. También se ha hecho el hallazgo de esculturas de estuco representando rostros humanos con modelado craneal y la figura de una mujer.